# Lilly Martin Spencer

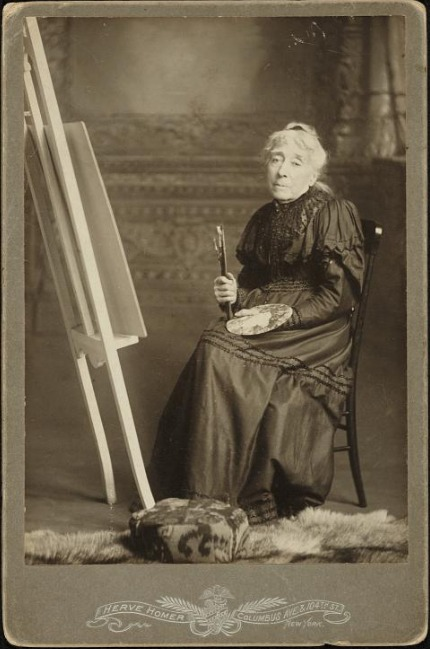
Lilly Martin Spencer.

Lilly Martin Spencer (nacida Angelique Marie Martin) (Exeter, 26 de noviembre de 1822-Nueva York, 22 de mayo de 1902) es una de las más populares y ampliamente reproducidas pintoras estadounidenses de mediados del siglo XIX. Pintó escenas domésticas, mujeres y niños en una cálida atmósfera feliz. Aunque tenía un público para su obra, Spencer pasó dificultades a la hora de ganarse la vida como pintora profesional y estaba en un estado perpetuo de problemas económicos.
Lilly Martin Spencer nació en Exeter (Inglaterra), de padres nacidos en Francia: Gilles Marie Martin y Angelique Perrine LePetit Martin. En 1830, cuando Lilly tenía ocho años de edad, su familia emigró a los Estados Unidos. Después de estar tres años en Nueva York marcharon a Marietta, Ohio. Sus padres la apoyaron en su búsqueda de una formación artística, pues defendían una mejora en los derechos de la mujer, habiendo sido seguidores de utópicos como Charles Fourier.
Ya tenía una incipiente carrera como pintora, en Cincinnati, cuando se casó con Benjamin Rush Spencer el 24 de agosto de 1844. Aunque muchos temieron que el matrimonio acabaría con su carrera artística, no fue así. Benjamin Spencer era un inglés que trabajaba en el negocio de sastrería; sin embargo, una vez que se casaron no siguió una carrera independiente, sino que él se dedicó a ayudar a Lilly Martin Spencer tanto en las tareas domésticas como en el trabajo de su taller. Esto hizo de la Sra. Spencer el sostén de la familia. Lilly Martin Spencer tuvo trece hijos, siete de los cuales alcanzaron la edad adulta.
Sus pinturas suelen ser óleos sobre lienzo, de tamaño variado. Sus temas eran caseros, pintando a menudo a niños idealizados, madres que se parecen a la Virgen, felices amas de casa y maridos adorablemente ineptos. Su obra se ha considerado tanto ideológica (animando a la aceptación de las normas asociado con el alza de la clase media) como utópica (resistentes a dominación de clase o de sexo). Recibió la influencia de los libros de etiqueta, prestando gran atención a los detalles del decorado como boles de frutas o arreglos florales muy estudiados. La etiqueta también afectó a las actividades de los temas que representaba, las mujeres estaban implicadas en temas femeninos y todo el mundo aparecía en roles convenientes. El aspecto de su obra tiene un brillante refinamiento, y el pigmento de color tiene un acabado satinado. Su paleta fueron colores tradicionalmente brillantes. En los últimos años sus pinceladas fueron más secas y sueltas. Una de las principales críticas a su obra es la variación en el tamaño de las cabezas de sus figuras. Sus críticos a menudo comentaban que la cabeza era más grande y desproporcionada respecto al cuerpo de las figuras. Spencer hace una esfera separada para las mujeres, que sienten confianza en sí mismas. Las mujeres no son solamente frívolas y vanas; más bien trabajan en su labor doméstica, lo que era algo no sólo útil sino que podía disfrutarse.

## Obras
- The Little Navigator (1848)
- The Young Teacher (1848)
- Life's Happy Hour (1849)
- Peeling Onions (1852)
- The Young Husband: First marketing (1854)
- Shake Hands (1854)
- Clap Hands (1855)
- This Little Piggy Went to the Market (1857)
- Fi!, Fo!, Fum! (1858)
- Grandpa's Prodigies (1860)
- War Spirit at Home: Celebrating the Battle at Vicksburg (1866)
- Mother and Child by the Hearth (1867)
- We Both Must Fade (Mrs. Fithian) (1869)
- Old Man with Two Children (1845), Collection: purchased at auction in 1958 by the Ohio Historical Center, Columbus.
- Peeling Onions (1848-1852) Collection: Hirschl & Adler Galleries, New York; to Closson Galleries, Cincinnati; to Munson-Williams-Proctor Institute, Utica
- Self-Portrait (ca. 1841), Collections: Mrs. Pierre A. G. Spencer; in 1947 to the Ohio Historical Center, Columbus
- Shepherdess Mending Stockings (1844-1848), Collections: Mrs. William E. Smith, Oxford, Ohio (1953); given by Mrs. Smith in 1870 to the Ohio Historical Center
- Young Women in a Seventeenth-Century Costume (1845), Collection: Mrs. Mary Abrams, Llewellyn Park, New Jersey
- Child Playing with Fish Bowl (1856), Collection: Victor Sparks, New York; to Mrs. George L. Cohen, New York; given by Mrs. Cohen in 1966 to the Newark Museum
- Kiss Me and You’ll Kiss the Lasses (1856), Collections: E. A. Carman, Newark (1857); Bernard Danenberg Galleries, New York; in 1970 to the Brooklyn Museum
- Choose Between (ca. 1857), Collections: John Mitchell, New York; to Victor Spark (1946); private owner; Victor Spark, New York
- Peeling Onions (ca. 1852), Collection: Mr. and Mrs. William Postar, Boston
- Reading the Legend (1852), Collections: Vistor Spark, New York (1843); to M. Knoedler &Co.; to Caroline R. and Adeline F. Wing; given by the Misses Wing in 1954 to the Smith College Museum of Art, Northhampton, Massacusetts